# 寬臉長鼻袋狸
寬臉長鼻袋狸（Potorous platyops）是已滅絕的長鼻袋鼠属生物。牠們最初於1844年由約翰·古爾德所描述，發現的時間候其數量已很稀少。目前只有少量的標本，最後一個於1875年採集。牠們在歐洲殖民澳洲前就已經差不多滅絕了。
從亞化石遺骸得知，牠們原本廣泛分佈在南澳州半乾燥的沿岸區域至西澳州海岸，最北可能至西北角。對於寬臉長鼻袋狸的習性差不多完全不明。但有一點肯定的是牠們不會進入其近親長鼻袋鼠及長腳袋鼠所棲息的森林。
寬臉長鼻袋狸較其他長鼻袋狸細小，約長24厘米，而尾巴長18厘米。上身呈灰色，而下身呈白色，體形像大家鼠。牠們的耳朵細小及較圓，吻短，頰明顯肥胖。

## 外部連結
- https://web.archive.org/web/20030830023637/http://www.abchsn.com/users/aus_wildlife/broad_faced_potoroo.html